# Miss Italia 1980
Miss Italia 1980 si svolse per la prima volta a Gallio in tre giorni e si concluse il 30 agosto 1980. Il concorso è stato condotto da Andrea Giordana, con la direzione artistica e l'organizzazione di Enzo Mirigliani. Presidente della giuria tecnica è Massimo Serato. Vincitrice di questa edizione la non ancora sedicenne Cinzia Lenzi di Quarrata (PT).

## Risultati

Stefania Fantini e Sofia Terpin

| Risultato finale | Concorrente          |
| ---------------- | -------------------- |
| Miss Italia 1980 | - – Cinzia Lenzi     |
| Miss Eleganza    | - – Sofia Terpin     |
| Miss Cinema      | - – Stefania Fantini |

## Concorrenti
01) Giuliana Ze (Miss Toscana)

02) Lolita Iori (Miss Emilia)

03) Stefania Fantini (Miss Sardegna)

04) Bruna Ferreri (Miss Umbria)

05) Sonia Degaudenz  (Miss Trentino Alto Adige)

06) Gaia Sofia (Miss Sicilia)

07) Donatella Pancrazi (Miss Calabria)

08) Maria Chiara Turchetti (Miss Romagna)

09) Antonella Prati (Miss Lazio)

10) Marina Grimaldi (Miss Triveneto)

11) Stefania Riva (Miss Piemonte)

12) Antonella Giordano (Miss Liguria)

13) Patrizia Gennaro (Miss Marche)

14) Sofia Terpin (Miss Friuli Venezia Giulia)

15) Paola Puricelli Guerra (Miss Campania)

16) Simonetta Torregrossa (Miss Roma)

17) Donata Perone (Miss Puglia)

18) Paola Caianni (Miss Veneto)

19) Maria Anna Monelli (Miss Lucania)

20) Gilda Portante (Miss Valle d'Aosta)

21) Annalisa Zanini (Miss Eleganza Lombardia)

22) Antonella Vagliante (Miss Eleganza Liguria)

23) Letizia Berduschi (Miss Eleganza Emilia)

24) Tania Nilitalia (Miss Eleganza Puglia)

25) Rosa Zappone (Miss Eleganza Calabria)

26) Cinzia Lenzi (Miss Eleganza Toscana)

27) Daniela Ferrari (Miss Cinema Romagna)

28) Cecilia Faggi (Miss Cinema Marche)

29) Cinzia Corinpassa (Miss Cinema Lombardia)

30) Giuseppina Finco (Miss Cinema Campania)

31) Gilda Salpietro (Miss Cinema Sicilia)

32) Sandra Marchetti (Miss Cinema Puglia)

33) Marina Furlan (Miss Cinema Friuli Venezia Giulia)

34) Carla Nicolino (Miss Cinema Piemonte)

35) Cristiana Pagani (Miss Cinema Liguria)

36) Alessandra Dassenino (Miss Cinema Emilia)

37) Miriam Baldi (Miss Cinema Toscana)

38) Miriam Negrin (Bella dei Laghi)

39) Cinzia Tantardini (Selezione Fotografica)

40) Barbara Merlini (Selezione Fotografica)

41) Luisa Bilotti (Selezione Fotografica)

42) Monica Merlini (Selezione Fotografica)

43) Rossana Svangel (Ragazza In Friuli)

44) Luisella Pronello (Ragazza In Milano)

45) Nadia Mareso (Ragazza In Trentino Alto Adige)

46) Chimena Palmieri (Ragazza In Marche)